# История ихтиологии на Волге
Ихтиологические исследования на Волге имеют многовековую историю. Ихтиология прошла несколько этапов от простого описания видов до изучения экологии среды их обитания и в дальнейшем изучала экологию вселенных видов, возможности рыбного воспроизводства, динамику популяций и т. д.

## XVII—XVIII века
Первое документальное свидетельство об изучении рыб на Волге относится к 1669 году, когда голландец Ян Стрейс, посетивший Среднюю и Нижнюю Волгу, записал свои впечатления о местных рыбных промыслах.
В 1703 году Корнелий де Бруин в своём труде «Путешествие через Московию» также описывал породы волжских рыб.
В 1724 году в России появилась академия наук, после чего стало возможным вести речь о собственно научных исследованиях Волги.
В 1760—1770-х годах основатель российской ихтиологии, академик П. С. Паллас в рамках первого фундаментального академического исследования страны описал в том числе и виды волжской рыбы.. Описание было сделано на весьма высоком уровне, так что в следующий век ихтеологические исследования на Волге ограничивались лишь указаниями на обнаружение отдельных видов.

## XIX век
С середины XIX века ихтеологическая наука (К. М. Бэр, Н. Я. Данилевский, К. Ф. Кесслер, Э. И. Эйхвальд) в России перешла за рамки первого, описательного, этапа развития, начался этап изучения экологии рыб. Собственно тогда же ихтиология была веделена их зоологии в качестве самостоятельной науки. Непосредственно на  Волге работали И. Иловайский, Э. Д. Пельцам, В. Е. Яковлев, М. Д. Рузский. Особо примечательны и значимы труды К. Ф. Кесслера: «Об ихтиологической фауне р. Волги», «Рыбы, водящиеся и встречающиеся в Арало-Каспийско-Понтической ихтиологической области». В эту пору основным научным центром, занимавшимся волжской ихтиологией, несомненно являлся Казанский университет
В 1889 году вышел, по всей видимости, первый «Определитель рыб бассейна реки Волги» авторства Н. А. Варпаховского, он же являлся автором некоторых других трудов по ихтиологии Волги.
В 1880-х годах волжская ихтиология приобретает и черты прикладной науки. Это заслуга О. А. Гримма, более двадцати лет возглавлявшего журнал «Вестник рыбопромышленности». Гримм занимался организацией рыболовства на Волге.

## XX век
Начало XX века ознаменовалось выходом в свет многотомного фундаментального труда «Россия. Полное географическое описание нашего отечества», в 6-м томе которого Н. Г. Гаврилов и П. А. Ососков дали описание рыб Волги и её притоков. А также появлением в дальнейшем неоднократно переиздававшегося труда Л. С. Берга: от «Рыбы пресных вод Российской империи» в 1916 году до трёхтомника «Рыбы пресных вод СССР и сопредельных стран.» в 1949 году
Основными проблемами науки оставались вопросы промыслового использования Волги. Среди учёных, оставивших заметный след в истории изучения этой проблемы, помимо уже названного Л. С. Берга нужно упомянуть А. Баженова и Б. И. Диксон. После установления советской власти научные исследования данного вопроса интенсифицировались. Основным научным центром по вопросам изучения фауны Волги и её притоков продолжал оставаться Казанский университет. Активно в исследования включались и создаваемые отделения ВНИОРХ.
Новый этап в изучении волжского бассейна начался в 1939 году, когда началось проектирование Куйбышевского водохранилища. Зоологический институт АН СССР и Государственный научно-исследовательский институт озерного и речного рыбного хозяйства занимались прогнозированием гидробиологического режима водохранилища и разработкой плана его рыбохозяйственного освоения. Возглавляли работу профессора В. И. Жадин и М. И. Тихий. Эта работал стимулировала и самостоятельные исследования со стороны Татарского отделения ГосНИОРХа (А. В. Лукин, Г. В. Аристовская и другие), в которых также принимали участие специалисты Казанского медицинского института (В. В. Изосимов, К. Н. Соколова и другие), Казанского госуниверситета (Э. И. Булгакова, В. А. Кузнецов и другие), Казанского педагогического института (И. П. Разинов), Ульяновского пединститута (С. С. Гайниев и другие), которые занимались и самостоятельными исследованиями.
После появления каскада водохранилищ к традиционным вопросам волжской ихтиологии добавились исследования закономерностей формирования фауны и динамики численности рыб созданных водохранилищ. Активную научную деятельность вело Саратовское отделение ГосНИОРХ. Сотрудниками этой старейшей лимнологической станции Европы под руководством профессора Н. И. Николюкиным был выведен высокопродуктивный гибрид — бестер, который сочетает сочетает быстрый рост белуги и раннее созревание стерляди и успешно культивируется во многих рыбоводных хозяйствах. Были разработаны рекомендации по использованию растительноядных рыб китайского комплекса для уменьшения растительности и повышения рыбопродуктивности водохранилищ.
Институт биологии водохранилищ (в дальнейшем — Институт биологии внутренних вод) АН СССР в лице Ф. Д. Мордухай-Болтовского, А. Г. Поддубного и других также активно занимался изучением ихтиофауны волжских водохранилищ. По инициативе директора института И. Д. Папанина для мониторинга гидробиологических процессов в волжских водохранилищах в Ставрополе (ныне Тольятти) была открыта Биологическая станция ИБВВ АН СССР. Сотрудники биостанции Н. А. Дзюбан, И. В. Шаронов и другие занимались изучением закономерностей формирования популяций рыб, внутрипопуляционных процессов в новых условиях, динамики численности, воспроизводства и миграций важнейших промысловых видов. Благодаря стараниям И. В. Шаронова была налажена координация между ихтиологическими службами рыбоохраны, которые занимались комплексным изучением популяций промысловых видов рыб.
Новым вопросом, возникшим перед ихтиологами Поволжья стала изучение самопроизвольного проникновения и искусственной интродукции новых видов в водохранилища. Одними из первых в стране их изучением занялись сотрудники Биологической станции ИБВВ АН СССР Ф. К. Гавлена, Н. А. Дзюбан, И. В. Шаронов. Позднее работа была продолжена следующим поколением учёных: С. Н. Гостевым, С. В. Козловским, С. И. Козловской, Л. А. Косковой.
Вопросы проникновения и интродукции продолжают оставаться ключевыми и по сей день. Во многом с ними связывают снижение числа осетровых и некоторых других видов рыб в реке, при этом построение экосистемы водохранилищ всё ещё продолжается. В связи с этим сформировалось и ещё одно направление современной волжской ихтиологии: изучение рыб малых рек, как представителей родной, аборигенной фауны, не затронутой пока вселенцами.
На Верхней Волге сформировалась довольно специфическая область ихтиологии: исследование влияния сброса тёплых вод. Сотрудники Осташковского отделения ГОСНИОРХ под руководством Ю. И. Никанорова в 1960-х годах занялись вопросом влияния сбросных тёплых вод Конаковской ГРЭС на биологический режим и рыбные ресурсы Иваньковского водохранилища. Исследовались влияние тёплых вод на ихтиофауну и биологию рыб, на экологические факторы, связанные с условиями их обитания. В дальнейшем исследовались и водоёмы-охладители Шатурской ГРЭС, Смоленской и Калининской АЭС.
Полученные сведения позволили сформулировать основные закономерности формирования ихтиофауны при подогреве, а также дать рекомендации по допустимым нормам подогрева рыбохозяйственных водоёмов. В дальнейшем эти исследования были положены в основу правил охраны поверхностных вод от загрязнения в отношении температур
В 1983 году на базе биологической станции был создан Институт экологии Волжского бассейна РАН. Это перевело исследования Волжского бассейна на новый качественный и количественный уровень. Появились научные статьи и издания по таким неизученным ранее темам как заражённость рыб паразитами, жизнеспособность рыб в условиях антропогенного давления, динамика внутрипопуляционной структуры.
Однако экономический кризис начала 1990-х годов резко сократил число научных исследований. С 2000 года не проводится биомониторинг на государственном уровне, не изучались тенденции процессов роста, воспроизводства, жизнеспособности рыб, не исследовались и новые виды фауны, всё чаще встречающиеся в Волге, соответственно и их влияние на естественную среду пока остаётся слабоизученным.